# North Perth (Ontario)
North Perth to miejscowość (ang. town) w Kanadzie, w prowincji Ontario, w hrabstwie Perth.
Powierzchnia North Perth to 493,18 km².
Według danych spisu powszechnego z roku 2001 North Perth liczy 12 055 mieszkańców (24,44 os./km²).